# Lincoln County (Montana)
Lincoln County ist ein County im Bundesstaat Montana der Vereinigten Staaten. Der Sitz der Countyverwaltung (County Seat) befindet sich in Libby. Das County ist benannt nach dem ehemaligen Präsidenten Abraham Lincoln.

## Demografische Daten

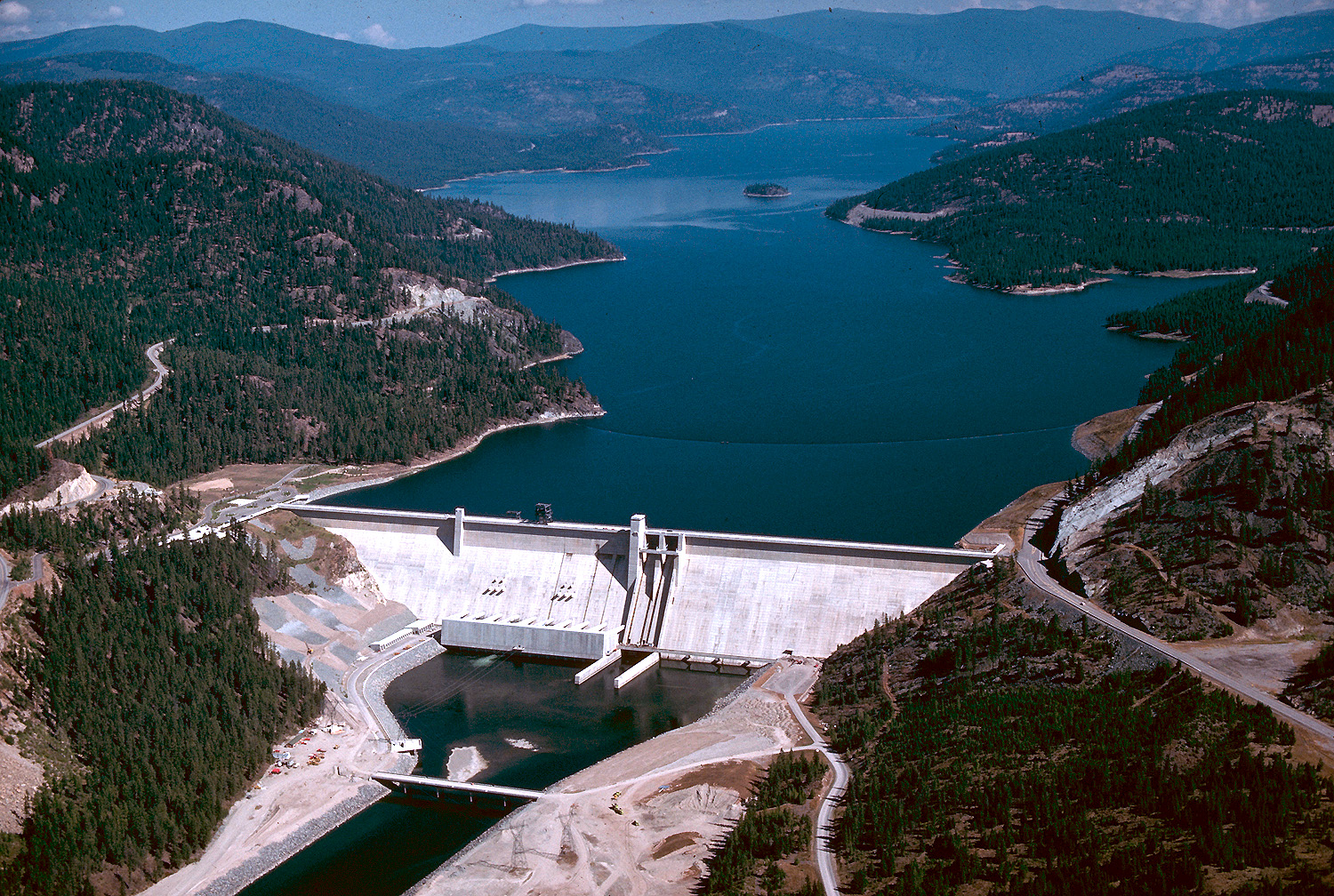
Der Libby Dam

Nach der Volkszählung im Jahr 2000 lebten im County 18.837 Menschen. Es gab 7.764 Haushalte und 5.333 Familien. Die Bevölkerungsdichte betrug 2 Einwohner pro Quadratkilometer. Ethnisch betrachtet setzte sich die Bevölkerung zusammen aus 96,09 % Weißen, 0,11 % Afroamerikanern, 1,20 % amerikanischen Ureinwohnern, 0,31 % Asiaten, 0,04 % Bewohnern aus dem pazifischen Inselraum und 0,39 % aus anderen ethnischen Gruppen; 1,86 % stammten von zwei oder mehr ethnischen Gruppen ab. 1,44 % der Bevölkerung waren spanischer oder lateinamerikanischer Abstammung.
Von den 7.764 Haushalten hatten 29,10 % Kinder und Jugendliche unter 18 Jahre, die bei ihnen lebten. 57,10 % waren verheiratete, zusammenlebende Paare, 7,80 % waren allein erziehende Mütter. 31,30 % waren keine Familien. 26,70 % waren Singlehaushalte und in 10,00 % lebten Menschen im Alter von 65 Jahren oder darüber. Die Durchschnittshaushaltsgröße betrug 2,40 und die durchschnittliche Familiengröße lag bei 2,90 Personen.
Auf das gesamte County bezogen setzte sich die Bevölkerung zusammen aus 25,30 % Einwohnern unter 18 Jahren, 5,50 % zwischen 18 und 24 Jahren, 24,20 % zwischen 25 und 44 Jahren, 29,70 % zwischen 45 und 64 Jahren und 15,20 % waren 65 Jahre alt oder darüber. Das Durchschnittsalter betrug 42 Jahre. Auf 100 weibliche Personen kamen 102,70 männliche Personen, auf 100 Frauen im Alter ab 18 Jahren kamen statistisch 100,50 Männer.
Das jährliche Durchschnittseinkommen eines Haushalts betrug 26.754 USD, das Durchschnittseinkommen der Familien betrug 31.784 USD. Männer hatten ein Durchschnittseinkommen von 30.299 USD, Frauen 20.600 USD. Das Prokopfeinkommen betrug 13.923 USD. 19,20 % der Bevölkerung und 14,20 % der Familien lebten unterhalb der Armutsgrenze. 26,40 % davon waren unter 18 Jahre und 10,80 % waren 65 Jahre oder älter.

## Geschichte
Sieben Bauwerke und Stätten des Countys sind im National Register of Historic Places eingetragen (Stand 8. Februar 2018).

## Orte im Lincoln County
Citys
| - Libby - Troy |

Towns
| - Eureka - Rexford |

Census-designated places (CDP)
| - Fortine - Happys Inn - Indian Springs - Midvale - Pioneer Junction - Stryker | - Sylvanite - Trego - West Kootenai - White Haven - Yaak |

Unincorporated Communitys
| - Roosville - Trego - Yaak |